# Cascada Dadieshui
Cascada Dadieshui, numită și cascada Feilong, este una dintre cele șapte zone pitorești in care este împărțită Zona Națională Shilin din Republica Populară Chineză. Este situată la 25 de kilometri sud-vest de județul Shilin (Pădurea de Piatră). Este o cascadă cu structură de falie pe râul Bajiang, o ramură a râului Nanpanjiang. Cascada de 60 de metri lățime oferă o priveliște minunată și coboară aproape 90 de metri. Se mai numește și „Cascada care țâșnește ceață”.